# Michaël Isabey
Michaël Isabey (Pontarlier, 20 febbraio 1975) è un allenatore di calcio ed ex calciatore francese, di ruolo centrocampista.

## Carriera

### Giocatore

#### Besançon
Nato a Pontarlier nel 1975, Michaël Isabey non ha seguito il classico cursus da calciatore professionista. Dal 1993 gioca infatti da dilettante al Besançon nello Championnat National e nel mentre studia presso l'Università di Besançon per diventare istruttore sportivo.

#### Sochaux
Notato dall'allenatore del Sochaux Faruk Hadžibegić, nel 1997 Isabey si trasferisce a Montbéliard. Il 2 agosto 1997 debutta con la maglia del Sochaux nella prima giornata della Division 2 1997-1998 contro il Martigues. Il 15 ottobre 1997 segna la prima rete coi giallo-blu nella vittoria per 2-0 contro il Gueugnon. A fine stagione il club viene promosso in Division 1.
Il 9 agosto 1998 debutta ufficialmente in prima divisione nel match pareggiato 1-1 in casa del Nancy, valido per la prima giornata della stagione 1998-1999. Isabey diventa uno dei rarissimi giocatori riusciti ad esordire in massima serie francese senza essere mai passato dalle scuole calcio. L'annata è comunque negativa sia per il centrocampista, a lungo infortunato, che per la squadra, che retrocede dopo un anno in seconda divisione. Nel 1999-2000 passa una stagione in prestito al Besançon, in terza serie.
Con 4 reti in 24 partite, nella stagione successiva il centrocampista è uno dei protagonisti della vittoria del campionato cadetto e della pronta risalita in massima serie francese. Il 20 ottobre 2001 segna la sua prima rete in Division 1 contro i futuri campioni di Francia dell'Olympique Lione allo Stadio di Gerland (l'incontro termina 1-1). A fine anno i giallo-blu, da neopromossi, raggiungono l'ottavo posto e si qualificano in Coppa Intertoto.
In seguito le prestazioni della squadra e di Isabey vanno in crescendo: nel 2002-2003 il Sochaux raggiunge la quinta posizione in Ligue 1, le semifinali di Intertoto e la finale di Coppa di Lega persa 4-1 contro il Monaco. L'anno successivo arriva inoltre il primo trionfo di rilievo, ossia la Coppa di Lega 2004, e in Campionato si riconferma al quinto posto, mentre in Coppa UEFA la squadra della Franca Contea viene estromessa dall'Inter al terzo turno.
Diventato capitano e uomo-simbolo del Sochaux, Isabey conquista coi giallo-blu un altro trofeo, la Coppa di Francia 2006-2007, prima di lasciare la società nel 2009. Con 370 partite totali, è il quarto giocatore con più presenze della storia del club.

#### Digione
Nell'estate 2009 viene acquistato dal Digione, scendendo in Ligue 2, dove esordisce il 14 agosto 2009 nella partita pareggiata 2-2 contro il Tours. Il 22 dicembre 2009 marca il primo gol con la maglia del Digione nel match perso 3-1 contro il Brest. Al termine della stagione 2010-2011 viene promosso in Ligue 1.

#### Ritorno al Besançon
Dal 2012 al 2014 gioca le sue ultime partite in carriera al Besançon, club dove ha militato in gioventù.

### Allenatore
Appena appesi gli scarpini al chiodo, il 3 giugno 2014 diventa tecnico del Besançon, sua ultima squadra da giocatore. Il 2 marzo 2017 lascia l'incarico.
Il 20 giugno 2019 viene annunciato come nuovo allenatore del Digione, ruolo che svolge fino al giugno 2022.

## Palmarès

### Competizioni nazionali
- Campionato francese di seconda divisione: 1

Sochaux: 2000-2001
- Coppa di Lega francese: 1

Sochaux: 2003-2004
- Coppa di Francia: 1

Sochaux: 2006-2007